# Ettårsfall
Ett så kallat ettårsfall är en ettårig avstängning från spel i en idrott i samband med en övergång mellan två klubbar. Avstängningen kan ha sin grund i att den nya och den gamla klubben inte kommer överens om en övergångssumma efter att spelaren skrivit kontrakt med den nya klubben. Spelaren får då inte tillstånd att representera sin nya klubb och tvingas avstå från spel helt i avvaktan på att den gamla klubbens rättigheter ska upphöra. I många fall är lösningen att spelaren får fortsätta spela med sin gamla klubb ett år för att gå över utan övergångspengar inför nästa säsong. 

## Kända exempel på ettårsfall
- Hans Jax, ishockey, avstängd vid övergång från sin moderklubb Vikarby IK till Leksands IF 1966[2]
- Björn Palmqvist, ishockey, ett av tre ettårsfall samma år vid övergång från Modo hockey till Djurgårdens IF 1965. Spelade kvar i Modo ett år till.
- Inge Hammarström, ishockey, vid övergång från Timrå IK till Brynäs IF 1968[3].
- Roland Grip, fotboll, ettårsfall vid övergång från AIK fotboll till IK Sirius 1970. Spelade kvar i AIK säsongen 1970 för att därefter ansluta gratis till Sirius.[4]
- Michael Lindberg, 16 år, avstängdes 1974 vid övergång från HC Dalen till HV 71. HC Dalen spelade säsongen 74-75 i samma division som HV 71. [5]
- Tomas Sandström, ishockey, ettårsfall vid övergång från Fagersta AIK till Brynäs IF 1981. Spelade kvar i Fagersta ett år till för att sedan gå gratis.
- Peter Lindmark, ishockey, ettårsfall vid övergång från Timrå IK till Färjestads BK 1982. Spelade i Timrå under ettårssäsongen för att därefter gå utan övergångssumma till Färjestad.[6]
- Magnus Augustsson, innebandy ettårsfall 2002 vid övergång från Pixbo Wallenstam till IBF Älvstranden. Var avstängd som spelare ett år och verkade istället som tränare för Älvstranden.
- Dick Axelsson, ishockey, ettårsfall vid övergång från Huddinge IK till Djurgårdens IF 2006. Spelade kvar i Huddinge en säsong till. [7]